# Бот (програма)
Бот, також  інтернет-бот, www-бот, рідше робот тощо (англ. bot, скорочено від англ. robot) — спеціальна програма, що виконує автоматично і/або за заданим розкладом які-небудь дії через ті ж інтерфейси, що й звичайний користувач. Під час обговорення комп'ютерних програм термін уживається в основному в застосуванні до Інтернету. Зазвичай боти призначаються для виконання роботи, одноманітної й повторюваної, з максимально можливою швидкістю (очевидно, набагато вищою за можливості людини). Людина, що обслуговує сервери, може помістити на сервері файл robots.txt, що містить обмеження, яким зобов'язані підпорядковуватися боти.
Крім того, боти отримують застосування в умовах, де потрібна краща реакція, ніж можливості людини (тобто ігрові боти, боти для інтернет-аукціонів тощо) або, що менш звично, для імітації дій людини (тобто, боти для чатів тощо).
Існують структури, що використовують ботів для доступу до медіа. Один із прикладів — сайт webot.com, що використовує ботів для передачі персонального медіа із численних джерел. У цьому разі боти спостерігають за хостами й доставляють дані під виглядом звичайного браузера.
Чат-бот може видати досить адекватну відповідь на питання, сформульоване правильною українською мовою (або будь-якою іншою, робота з якою підтримується). Такі боти часто застосовуються для повідомлення прогнозу погоди, результатів спортивних змагань, курсів валют, біржових котирувань тощо. Вони знаходять застосування, наприклад, у системі SmarterChild в AOL Instant Messenger і MSN messenger.
В IRC боти застосовуються для «утримання» каналу, коментування певних фраз, відправлених користувачами (за зіставленням зі зразком). Це досить корисний засіб допомоги новачкам або боротьби з міцними виразами.

## Комерційне використання
Із приводу використання ботів для автоматизації операцій купівлі-продажу у свій час ішли бурхливі дебати. Компанія, що володіє інтернет-аукціоном eBay, намагалася в судовому порядку припинити діяльність третьої сторони з використання ботів для пошуку потрібних угод і товарів. Однак, це спрацювало проти eBay, привертаючи увагу більшого кола осіб, що користуються ботами. Інша компанія-оператор британської біржі ставок Betfair зіштовхнулась з таким зростанням трафіка від ботів, що була змушена розробити й впровадити так званий WebService API для отримання можливості контролювати подібний трафік.

### Facebookвимкнув штучний інтелект у 2017
3 1 серпня 2017 року Facebook вимкнув систему штучного інтелекту через те, що боти винайшли свою мову, якою вони почали спілкуватися між собою. За кілька днів перед тим Ілон Маск назвав штучний інтелект найбільшою загрозою, з якою зіткнеться цивілізація, а засновник Facebook Марк Цукерберг активно заперечував йому. Чат-боти для Messenger Фейсбук запустив у квітні 2016 року. Боти могли самостійно навчатися, щоб покращувати навички спілкування із людьми.

## Шкідливе використання
Іншим, шкідливим проявом ботів є їхнє використання для координації мережевих атак на комп'ютери, наприклад, DDoS- і DoS-Атак через ботнет. Інтернет-боти можуть використовуватися для шахрайства типу клікфрод. Останнім часом стали масовими боти, використовувані в іграх жанру MMORPG. Спам-боти використовуються для поширення по різних ресурсах мережі інформації (зазвичай рекламного змісту).
- Основні шкідливі дії ботів (і ботнетів):

1. Спам-Боти, що збирають адреси E-mail із контактних форм і гостьових книг;
2. Програми, що завантажують інтернет-канал потоком непотрібної інформації (як правило, рекламного характеру);
3. Сайти, що збирають інформацію про нешкідливі сайти, для використання її в автоматично створюваних дорвеях;
4. Деякі віруси і хробаки;
5. DoS- і DDoS-Атаки;
6. Ботнети й комп'ютери-зомбі.

- Боти часто використовуються для скупки найкращих місць на концертах, авіарейсах тощо, особливо з метою наступного перепродажу. Це дозволяє ботам у найкоротший термін забронювати так багато місць, як можливо. Таким чином, звичайна публіка, що прибуває, найчастіше має менше шансів придбати квитки.
- Боти широко використовуються в багатьох онлайн-іграх для фармінга ігрової валюти, ігрових цінностей тощо, що ставить ігрові економіки в скрутний стан.

Для протидії автоматичним діям зараз найширше застосовується так звана CAPTCHA. CAPTCHA, по суті, є однією з форм тесту Тюрінга, який використовується щоб відрізнити машину від людини шляхом демонстрації спеціальним чином графічно обробленого тексту. Цей текст порівняно легко читається людиною, але сучасні реалізації штучного інтелекту часто не справляються.

## Приклади
- Бот у комп'ютерних іграх (зазвичай у режимі multiplayer) — комп'ютерний суперник, що імітує дії «живого» гравця.
- Павуки (програми, що завантажують вебсторінки для наступного індексування) пошукових систем, інші програми, що автоматично сканують сайти. У цьому разі частіше застосовується слово робот. Див. також Пошуковий робот.
- Автовідповідачі в електронній пошті, чатах (див. бот (у чатах)).
- Боти використовуються в політичній боротьбі для автоматичного поширення бажаної інформації в соцмережах, для чого можуть створюватись спеціалізовані «ботоферми»[5]. Такими методами активно користується, наприклад, російська пропаганда за допомогою так званих кремлеботів. В переносному значенні так називають фанатичних прихильників різних політичних сил (порохоботи, ЗЕботи, юлеботи тощо), що засмічують дискусії, переводять їх в лайку, сварку та позбавляють предметності однотипними агресивними коментарями[6].

## Виноски
1. ↑  http://www.robotstxt.org/ The Web Robots Pages
2. ↑  Facebook вимкнув систему штучного інтелекту: боти винайшли свою мову. УНІАН. 1 серпня 2017. Процитовано 5 серпня 2017.
3. ↑  The 'creepy Facebook AI' story that captivated the media, BBC News
4. ↑  Facebook запустив власну платформу для ботів
5. ↑  Бот Василь: як журналіст «Слідства.інфо» проник у ботоферму, де писав коментарі на користь Вакарчука та Гриценка - MediaSapiens. web.archive.org. 12 серпня 2022. Архів оригіналу за 12 серпня 2022. Процитовано 8 січня 2023.
6. ↑  «Хто не з нами – той порохобот» - Детектор медіа. web.archive.org. 8 січня 2023. Архів оригіналу за 8 січня 2023. Процитовано 8 січня 2023.